# Мясищев, Михаил Петрович
Михаил Петрович Мясищев — советский хозяйственный, государственный и политический деятель.

## Биография
Родился в 1925 году в Корочанском районе. Член КПСС.
Участник Великой Отечественной войны в составе 1207-го истребительно-противотанкового артиллерийского полка и 329-го гвардейского истребительно-противотанкового артиллерийского полка, участник Парада Победы. С 1950 года — на хозяйственной, общественной и политической работе. В 1950—1985 гг. — сварщик, бригадир комплексной бригады сварщиков цеха электровозов Новочеркасского электровозовагоностроительного завода.
За большой личный вклад в ускорение ввода в действие и освоения производственных мощностей был в составе коллектива удостоен Государственной премии СССР за выдающиеся достижения в труде 1981 года.
Умер в Новочеркасске в 2000 году.